# A Incredulidade de São Tomé (Caravaggio)
A Incredulidade de São Tomé é uma pintura do mestre barroco italiano Caravaggio, criada por volta de 1601–1602. É mantida em Bildergalerie, uma antiga galeria de arte e agora um museu, em Potsdam, Alemanha. A pintura mostra o episódio que deu origem ao termo "Dúvida de Tomé", que é formalmente conhecido como a Incredulidade de Tomé, este episódio esteve frequentemente representado na arte cristã desde pelo menos o século V, e costumava ter uma variedade de pontos teológicos. De acordo com o Evangelho de São João, Tomé, o Apóstolo, duvidou das Aparições de Jesus após a ressurreição e disse: "Se eu não vir nas suas mãos o sinal dos cravos, e não puser o meu dedo no lugar dos cravos, e não puser a minha mão no seu lado, de modo algum hei de crer".
Oito dias depois estavam outra vez os seus discípulos juntos, e com eles Tomé. Chegou Jesus, estando as portas fechadas, e apresentou-se no meio. Depois disse a Tomé: Põe aqui o teu dedo, e vê as minhas mãos; e chega a tua mão, e põe-na no meu lado; e não sejas incrédulo, mas crente. Tomé respondeu, e disse-lhe: Senhor meu, e Deus meu! Disse-lhe Jesus: Porque me viste, Tomé, creste; bem-aventurados os que não viram e creram. Caravaggio, na dimensão horizontal da tela, "fotografa" o momento do toque em uma moldura de três quartos, onde as quatro figuras estão dispostas em um fundo neutro e escuro.
Em 1606, o banqueiro Vincenzo Giustiniani referiu-se à obra em uma cópia presente em Gênova, vinte anos depois a pintura foi mencionada na coleção de Giustiniani, o que sugere que foi o próprio banqueiro quem encomendou o trabalho, essa hipótese é dada como certa por um certo número de fontes.  Entre outras coisas, o realismo sombrio do trabalho só poderia ter sido bem recebido por um dos maiores defensores de Caravaggio, o Giustiniani. Após a dispersão da coleção de Giustiniani, a pintura chega à Prússia e é comprada pelo Estado em 1816, sendo posteriormente transferida para o Castelo Charlottenburg e para a Bildergalerie de Potsdam, onde hoje está localizada.

## Descrição
As quatro figuras, Tomé, Jesus e os outros apóstolos, estão dispostas em um fundo neutro e escuro. Essa opção permite focar a atenção do espectador na cabeça de Tomé, enquanto a luz ilumina a testa, o perfil e o lado claro de Cristo. Além disso, o enquadramento permite fixar a atenção na atitude temerosa e duvidosa de Tomás, consolada por Cristo a quem ele se opõe à cabeça, abaixo, com respeito à Sua, acima. O arranjo cruzado estreito das quatro cabeças e o triângulo dos olhos, com o ápice no gesto de Thomas, permite uma concentração emocional adicional do olhar do espectador, que não pode deixar de focar no ponto do 'drama': a revelação da presença real, em carne e ossos de Jesus O pintor mostra o apóstolo Tomé colocando um dedo na ferida do lado de Jesus, de acordo com uma tradição iconográfica específica [6], com dois outros apóstolos assistindo a cena.